# César Morado Macías
César Morado Macías (Allende, Coahuila, México; 8 de septiembre de 1969) es un historiador, archivista, catedrático y académico mexicano. Especializado en historia del estado de Nuevo León y del noreste de México durante los siglos XIX y XX, destaca además por ser director de Humanidades e Historia de la Universidad Autónoma de Nuevo León (UANL). Es corresponsal nacional de la Academia Mexicana de la Historia desde el 2019.

## Biografía
Es licenciado en Filosofía por la UANL, maestro en Educación Superior por la misma institución (donde se tituló en 2002 con la tesis "La funcionalización de la universidad pública mexicana. El caso de la Universidad de Nuevo León, 1943-1949. Una aproximación crítica"), y doctor en Ciencias Sociales, con especialidad en Historia, por la Universidad de Guadalajara. Participó en la elaboración de los guiones científicos del Museo de Historia Mexicana, Museo del Palacio de Gobierno y Museo del Noreste. Fue coordinador del archivo histórico del Archivo General del Estado de Nuevo León.
Actualmente es profesor de tiempo completo adscrito a la Facultad de Filosofía y Letras de la UANL. Pertenece al Sistema Nacional de Investigadores donde es nivel I. Es además miembro de la American Historical Association, con sede en Washington, Estados Unidos. En 2015, fue nombrado jefe de la sección de Historia del Centro de Estudios Humanísticos de la UANL, en relevo de Israel Cavazos Garza. En 2020, fue nombrado coordinador de dicha dependencia y en 2024 fue designado director de Humanidades e Historia de la UANL.        

## Premios y distinciones
- Premio de Investigación Histórica Israel Cavazos Garza 2011, otorgado por el Consejo para la Cultura y las Artes de Nuevo León, por el trabajo El emplazamiento de los cuerpos. Elementos para una interpretación sobre la Batalla de Monterrey durante la guerra México-Estados Unidos en 1846.
- Premio Atanasio G. Saravia 2014, en el área de Patrimonio Documental, otorgado por la Fundación Cultural Banamex por su trayectoria en el Archivo General del Estado de Nuevo León.

## Obras publicadas
Entre sus obras destacan: 
- Minería e industria pesada. Capitalismo regional y mercado estadounidense (1885-1910) (Gobierno de Nuevo León, 1991).
- Santiago Vidaurri. El poder en los tiempos del cólera (Gobierno de Nuevo León, 1994).
- Monterrey en guerra. Hombres de armas tomar: correspondencia de Santiago Vidaurri-Julián Quiroga, (1858-1865) (Gobierno de Nuevo León, 2000).
- La Guerra México-Estados Unidos. Su impacto en Nuevo León (1835-1848), en coautoría con Leticia Martínez Cárdenas y Jesús Ávila Ávila (Senado de la República, 2003).
- Fábrica de la frontera. Monterrey, capital de Nuevo León (1596-2006), en coaturía con Israel Cavazos Garza (Ayuntamiento de Monterrey, 2006).
- Nuevo León ocupado. Aspectos de la guerra México-Estados Unidos, en coautoría con Miguel Ángel González Quiroga (Gobierno de Nuevo León, 2006).
- Del proyecto socialista al de Unidad Nacional. La funcionalidad de la Universidad de Nuevo León y el rectorado de Enrique Livas Villarreal (1943-1949) (Universidad Autónoma de Nuevo León, 2007).
- El emplazamiento de los cuerpos. Elementos para una interpretación sobre la Batalla de Monterrey durante la guerra México-Estados Unidos en 1846 (Consejo para la Cultura y las Artes de Nuevo León, 2011).
- Santiago Vidaurri. La formación de un liderazgo regional desde Monterrey (1809-1867), en coautoría con Leticia Martinez Cárdenas y Jesús Ávila Ávila (Universidad Autónoma de Nuevo León, 2012).
- Apodaca: cuatro siglos de historia, 1584-2020, en coautoría con Jesús Ávila Ávila y Emilio Machuca Vega (Ayuntamiento de Apodaca, 2020).